# Component Pascal
Component Pascal ist eine seit 2004 kostenlose, seit 1990 entwickelte, imperative, modulare, objekt- und komponentenorientierte Programmiersprache für das von Oberon microsystems entwickelte, komponentenbasierte Entwicklungssystem BlackBox Component Builder. Inzwischen gibt es unter dem Namen Gardens Point Component Pascal auch Versionen, die unter dem .Net-Framework und unter der Java Virtual Machine lauffähig sind.
Component Pascal ist aus der Programmiersprache Oberon entwickelt worden und firmierte bei der Veröffentlichung 1994 noch unter dem Namen Oberon/L. Das dazugehörende Framework wurde Oberon/F genannt. Mit dem Release 1.3 (das etwa zum Jahreswechsel 1996/1997 freigegeben wurde) wurde aus der Sprache Oberon/L Component Pascal und aus dem Framework Oberon/F der BlackBox Component Builder.

## Eigenschaften
Component Pascal hat eine ausgesprochen kurze und einfache Sprachbeschreibung mit einer vollständig strukturierten Syntax. Sie erlaubt statische Typen und Objekte genauso wie dynamische Typen, sowie dynamische Bindung. Es handelt sich um eine sehr stark typisierte und typsichere Programmiersprache, solange das Modul SYSTEM nicht explizit importiert wird, was in der Regel nur für Systemprogrammierung vorgesehen ist, und ist daher leicht portabel. Vererbung ist in der Programmiersprache verankert, nicht jedoch mehrfache Vererbung, um zusätzliche Belastung für die Compiler zu vermeiden und die Sprachsemantik so eindeutig wie möglich zu gestalten und das Diamond-Problem zu vermeiden.
Component Pascal unterstützt auch zur Laufzeit automatische Speicherbereinigung und dynamisches Laden und Entfernen von Modulen respektive Komponenten, auch während Instanzen bereits existieren und weiterverwendet werden sollen.
Darüber hinaus erlaubt Component Pascal Assertionen, generische Programmierung und das Überschreiben von Datentypen und somit auch Methoden (sogenannte typengebundene Prozeduren). Im Sinne der Einfachheit und besseren Nachvollziehbarkeit des Quellcodes ist das Überladen von Operatoren oder Methoden jedoch nicht möglich.
Die Programmiersprache Component Pascal und das Entwicklungs- und Laufzeitsystem BlackBox Component Builder sind seit 2005 quelloffen.

## Einsatzgebiete
Component Pascal zeichnet sich durch seine geringen Ansprüche an die Hardware, hohe Stabilität, Einfachheit und Schnelligkeit sowohl bei der Laufzeit als auch bei der Softwareentwicklung aus. Es wird vor allem für wissenschaftliche und technische Anwendungen, in Lehre und Forschung, aber auch für kommerzielle Anwendungen eingesetzt.

## Programme

### Hallo Welt

#### Das ProgrammHallo Weltin Component Pascal 1. Beispiel
Im Modul HalloWelt wird das (parameterlose) Kommando Output definiert. Der Stern (*) hinter dem Prozedurnamen definiert den Export der Prozedur Output, so dass diese außerhalb des Moduls mit der Syntax HalloWelt.Output referenziert werden kann. Der folgende Quelltext stellt ein einfaches Programm dar, das die Meldung Hallo Welt! gefolgt von einem Zeilenumbruch ausgibt:
```
 
MODULE
 
HalloWelt
;

 
IMPORT
 
Out
;

 
PROCEDURE
 
Output
*
;

 
BEGIN

    
Out
.
Open
;

    
Out
.
String
 
(
"Hallo Welt!"
);

    
Out
.
Ln
;

 
END
 
Output
;

 
END
 
HalloWelt
.

```

#### Das ProgrammHallo Weltin Component Pascal 2. Beispiel
Im Modul HalloWelt2 wird eine Variable definiert, die später in einer Dialogbox ausgegeben wird. Der Stern (*) hinter dem Prozedurnamen definiert den Export der Prozedur Output, so dass diese außerhalb des Moduls mit der Syntax HalloWelt.Output referenziert werden kann. Der folgende Quelltext stellt ein einfaches Programm dar, das die Meldung Hallo Welt! in einer Dialogbox ausgibt, die über "IMPORT Dialog;" importiert wurde. In der Dialogbox werden u. a. alle mit einem * gekennzeichneten Variablen ausgegeben. Mit "VAR ausgabe*: ARRAY 50 OF CHAR" wird festgelegt, dass eine VAR Variable "ausgabe" angelegt werden soll, die 1. im Dialog sichtbar ist (*) und 2. aus einer Aneinanderreihung von 50 Schriftzeichen besteht (ARRAY 50 OF CHAR)
Durch die Zeile "Dialog.UpdateString(ausgabe);" wird angeordnet, dass der Inhalt der Variable "ausgabe" der Dialogbox zugewiesen wird und sofort angezeigt wird.:
```
  
MODULE
 
HalloWelt2
;

  
IMPORT
 
Dialog
;

  
VAR
 
ausgabe
*
:
 
ARRAY
 
50
 
OF
 
CHAR
;

  
PROCEDURE
 
Output
*
;

  
BEGIN

    
ausgabe
:
=
 
"Hallo Welt!"
 
;

    
Dialog
.
UpdateString
(
ausgabe
);

  
END
 
Output
;

 
END
 
HalloWelt2
.

```

### Rechner

#### Das ProgrammAdditions-Rechnerin Component Pascal 1. Beispiel
```
 
MODULE
 
Kurs10Rechner
;

 
IMPORT
 
Dialog
;

 
VAR
 
zahl1
*
,
 
zahl2
*
,
 
ergebnis
*
:
 
INTEGER
;

   
PROCEDURE
 
add
*
;

   
BEGIN

      
ergebnis
 
:
=
 
(
zahl1
 
+
 
zahl2
);

      
Dialog
.
UpdateInt
 
(
ergebnis
);

   
END
 
add
;

 
END
 
Kurs10Rechner
.

```

## Beispiele für die Implementierung von Vererbung
Die Implementierung von vererbbaren Strukturen ist bei Component Pascal gegenüber seinem Vorgänger Oberon etwas vereinfacht und noch klarer und sicherer strukturiert worden. Die Bemerkungen zwischen (* und *) dienen zur Erläuterung und werden vom Compiler ignoriert. Beispiele:
```
 
MODULE
 
Vererbung1
;

 
TYPE
 
(* Typendefinitionen *)

    
GraphischesObjekt
*
 
=
 
POINTER
 
TO
 
ABSTRACT
 
RECORD
 
farbe
*
:
 
INTEGER
;
 
END
;

    
Punkt
*
 
=
 
POINTER
 
TO
 
RECORD
 
(
GraphischesObjekt
)
 
x
*
,
 
y
*
:
 
INTEGER
;
 
END
;

    
Linie
*
 
=
 
POINTER
 
TO
 
RECORD
 
(
GraphischesObjekt
)
 
xStart
*
,
 
yStart
*
,
 
xEnde
*
,
 
yEnde
*
:
 
INTEGER
;
 
END
;

 
VAR
 
(* Variablendefinitionen *)

    
punkt1
:
 
Punkt
;

    
linie1
:
 
Linie
;

 
PROCEDURE
 
(
g
:
 
GraphischesObjekt
)
 
Zeichne
*
 
(),
 
NEW
,
 
EXTENSIBLE
;

 
BEGIN

    
(* Leere, erweiterbare Methode *)

 
END
 
Zeichne
;

 
PROCEDURE
 
(
punkt
:
 
Punkt
)
 
Zeichne
*
 
();

 
BEGIN

    
(* ... *)

 
END
 
Zeichne
;

 
PROCEDURE
 
(
linie
:
 
Linie
)
 
Zeichne
*
 
();

 
BEGIN

    
(* ... *)

 
END
 
Zeichne
;

 
BEGIN

    
NEW
 
(
punkt1
);

    
punkt1
.
farbe
 
:
=
 
0FFH
;
 
(* Objektfarbe wird auf 0FF ("H" für hexadezimal) gesetzt *)

    
punkt1
.
x
 
:
=
 
1
;

    
punkt1
.
y
 
:
=
 
1
;

    
punkt1
.
Zeichne
 
();

    
NEW
 
(
linie1
);

    
linie1
.
farbe
 
:
=
 
07FH
;
 
(* Objektfarbe wird auf 07F ("H" für hexadezimal) gesetzt *)

    
linie1
.
xStart
 
:
=
 
1
;

    
linie1
.
yStart
 
:
=
 
1
;

    
linie1
.
xEnde
  
:
=
 
2
;

    
linie1
.
yEnde
  
:
=
 
2
;

    
linie1
.
Zeichne
 
();

 
END
 
Vererbung1
.

```

Attribute, die nur einen Lesezugriff haben, können durch typengebundene Prozeduren (Methoden) verändert werden. Der Export entsprechender Identifizierer, die außerhalb der objekteigenen Module nur gelesen werden können, wird nicht durch *, sondern durch - gekennzeichnet. Beispiel:
```
 
MODULE
 
Vererbung2
;

 
TYPE

    
Objekt
*
 
=
 
POINTER
 
TO
 
RECORD
 
x
-
:
 
INTEGER
;
 
END
;
 
(* Kommentar: außerhalb des Moduls "Vererbung2" ist kein direkter Schreibzugriff auf das Attribut "x" möglich *)

 
PROCEDURE
 
(
objekt
:
 
Objekt
)
 
setzeX
*
 
(
wert
:
 
INTEGER
),
 
NEW
;
 
(* Kommentar: für den indirekten Schreibzugriff auf das Attribut "x" *)

 
BEGIN

    
objekt
.
x
 
:
=
 
wert
;

 
END
 
setzeX
;

 
END
 
Vererbung2
.

```

```
 
MODULE
 
AnderesModul
;

 
IMPORT
 
Vererbung2
;

 
VAR

    
objekt1
:
 
Vererbung2
.
Objekt
;

    
int
:
 
INTEGER
;

 
BEGIN

    
NEW
 
(
objekt1
);

    
objekt1
.
setzeX
 
(
1
);
 
(* Kommentar: die Anweisung "objekt1.x := 1" ist außerhalb des Moduls "Vererbung2" nicht möglich *)

    
int
 
:
=
 
objekt1
.
x
;
  
(* Kommentar: direkter Lesezugriff auf das Attribut ""x ist möglich *)

 
END
 
AnderesModul
.

```